# Monts-en-Ternois

Monts-en-Ternois este o comună în departamentul Pas-de-Calais, Franța. În 1 ianuarie 2022 avea o populație de 64 de locuitori.